# Grammia lugubris
Grammia lugubris är en fjärilsart som beskrevs av George Duryea Hulst 1886. Grammia lugubris ingår i släktet Grammia och familjen björnspinnare. Inga underarter finns listade i Catalogue of Life.